# سکول (تگزاس)
۳۱°۴۹′۳۰″ شمالی ۹۴°۵۵′۰۸″ غربی / ۳۱٫۸۲۵۰۰°شمالی ۹۴٫۹۱۸۸۹°غربی
سکول، تگزاس(به انگلیسی: Sacul, Texas) شهری در ایالت تگزاس از ایالات جنوبی ایالات متحده آمریکا است.